# ウィニペグ商品取引所
ICE Futures Canada（ICEフューチャーズカナダ）は、カナダのマニトバ州ウィニペグにある、インターコンチネンタル取引所（ICE）傘下のデリバティブ取引所。かつてはウィニペグ商品取引所（ウィニペグしょうひんとりひきじょ、Winnipeg Commodity Exchange、略称:WCE）という名前だった。先物・オプション取引は、小麦、大麦、アブラナの電子取り引きを行っている。

## 沿革
1887年にWinnipeg Grain & Produce Exchange（ウィニペグ穀物と生産取引所）として始まった。1904年に最初の先物取引所として広まり、過去から現在までカナダでの唯一の商品先物取引所である。
2004年12月に立ち会い取引から、電子取り引きに変更された。これは北米において完全に電子化された最初の商品先物取引である。
2007年にインターコンチネンタル取引所（ICE）が5000万カナダドルで買収した。